# ريغي بالدوين
ريغي بالدوين (بالإنجليزية: Reggie Baldwin)‏ هو لاعب كرة قاعدة أمريكي، ولد في 19 أغسطس 1954 في ريفر روغ في الولايات المتحدة.